# Домбровиця (Бохенський повіт)
Домбровиця (пол. Dąbrowica) — село в Польщі, у гміні Бохня Бохенського повіту Малопольського воєводства.
Населення — 270 осіб (2011).
У 1975-1998 роках село належало до Тарновського воєводства.

## Демографія
Демографічна структура станом на 31 березня 2011 року:
|          | Загалом | Допрацездатний вік | Працездатний вік | Постпрацездатний вік |
| -------- | ------- | ------------------ | ---------------- | -------------------- |
| Чоловіки | 128     | 21                 | 91               | 16                   |
| Жінки    | 142     | 30                 | 87               | 25                   |
| Разом    | 270     | 51                 | 178              | 41                   |